# Ouzilly
Ouzilly ist eine französische Gemeinde mit 954 Einwohnern (Stand 1. Januar 2022) im Département Vienne in der Region Nouvelle-Aquitaine (vor 2016 Poitou-Charentes); sie gehört zum Arrondissement Châtellerault und zum Kanton Châtellerault-1 (bis 2015 Lencloître). Die Einwohner werden Ouzillois genannt.

## Geographie
Ouzilly liegt etwa 26 Kilometer nördlich von Poitiers. Umgeben wird Ouzilly von den Nachbargemeinden Saint-Genest-d’Ambière im Norden, Scorbé-Clairvaux im Nordosten, Marigny-Brizay im Süden und Osten, Saint Martin la Pallu im Südwesten, Thurageau im Westen sowie Lencloître im Nordwesten.

## Bevölkerungsentwicklung
| Jahr                      | 1962 | 1968 | 1975 | 1982 | 1990 | 1999 | 2006 | 2013 |
| Einwohner                 | 660  | 655  | 641  | 681  | 649  | 706  | 774  | 902  |
| Quelle: Cassini und INSEE |      |      |      |      |      |      |      |      |

## Sehenswürdigkeiten

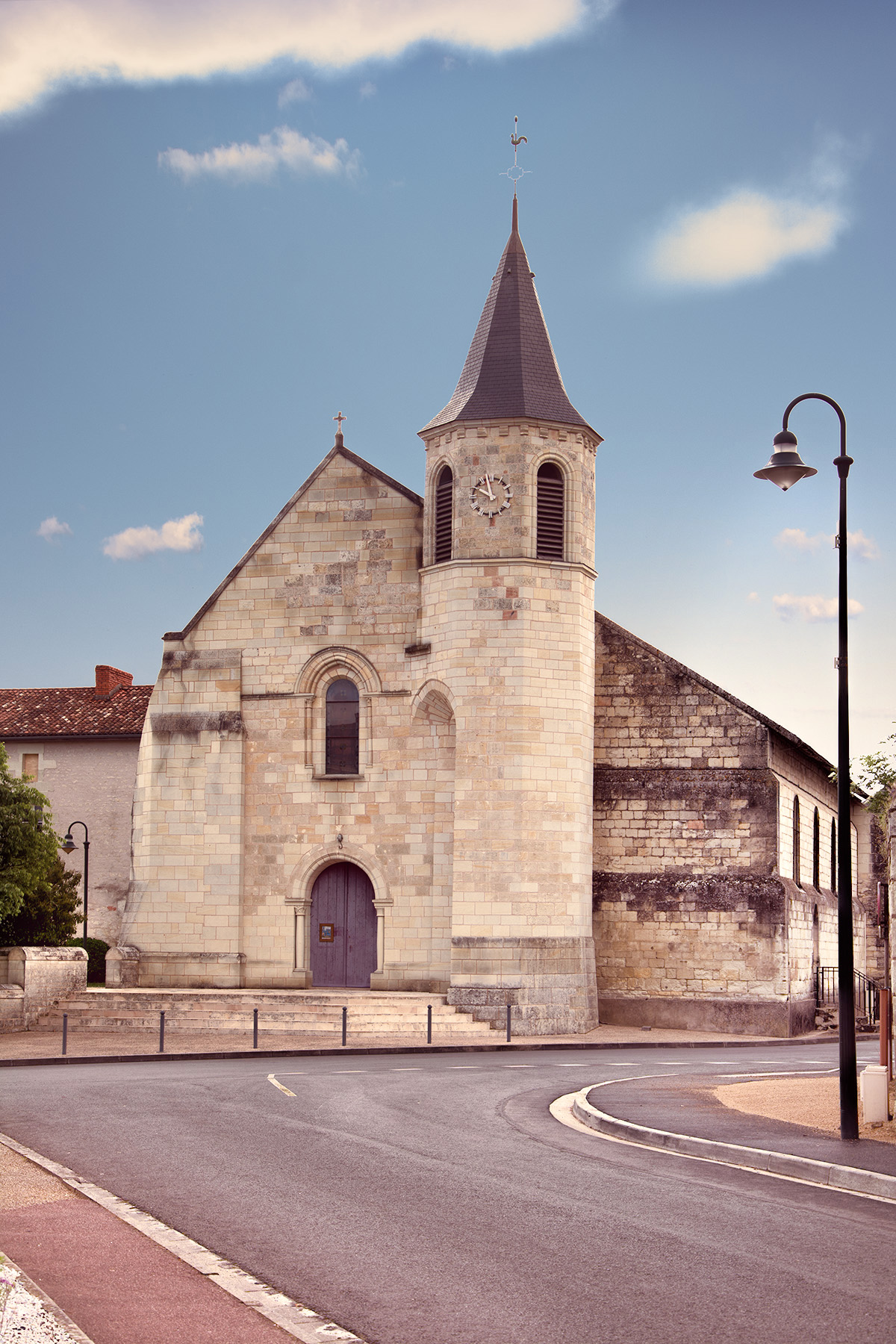
Kirche Saint-Hilaire

- Kirche Saint-Hilaire (siehe auch: Liste der Monuments historiques in Ouzilly)